# Antonín Tesař
 (novembre 2016).
Pour les articles homonymes, voir Tesar.
Antonín Tesař est un photographe tchèque né en 1963 à Kroměříž. Il se consacre principalement à la photographie de nu, de portrait et, dans une moindre mesure, de natures mortes. Son travail est inspiré par les thèmes de la mythologie, de la religion ou des travaux d'anciens artistes. Ses photographies sont dans univers coloré utilisant l'esthétique simple de la culture pop.[réf. nécessaire]

## Techniques
Depuis ses premières photographies, il utilise dans le processus de la photographie traditionnelle la peinture aquarelle. Cette technique développe le mélange des couches transparentes pour atteindre la gamme de couleurs positif, tout comme ont essayé les impressionnistes. Ses photographies sont faites de manière classique sans utilisation d'ordinateur.

## Galerie

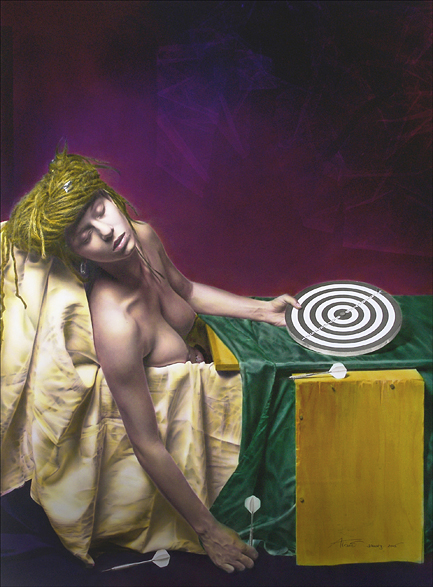
Antonín Tesař: Smrt hráče šipek, 2005, inspirée de La Mort de Marat de Jacques-Louis David
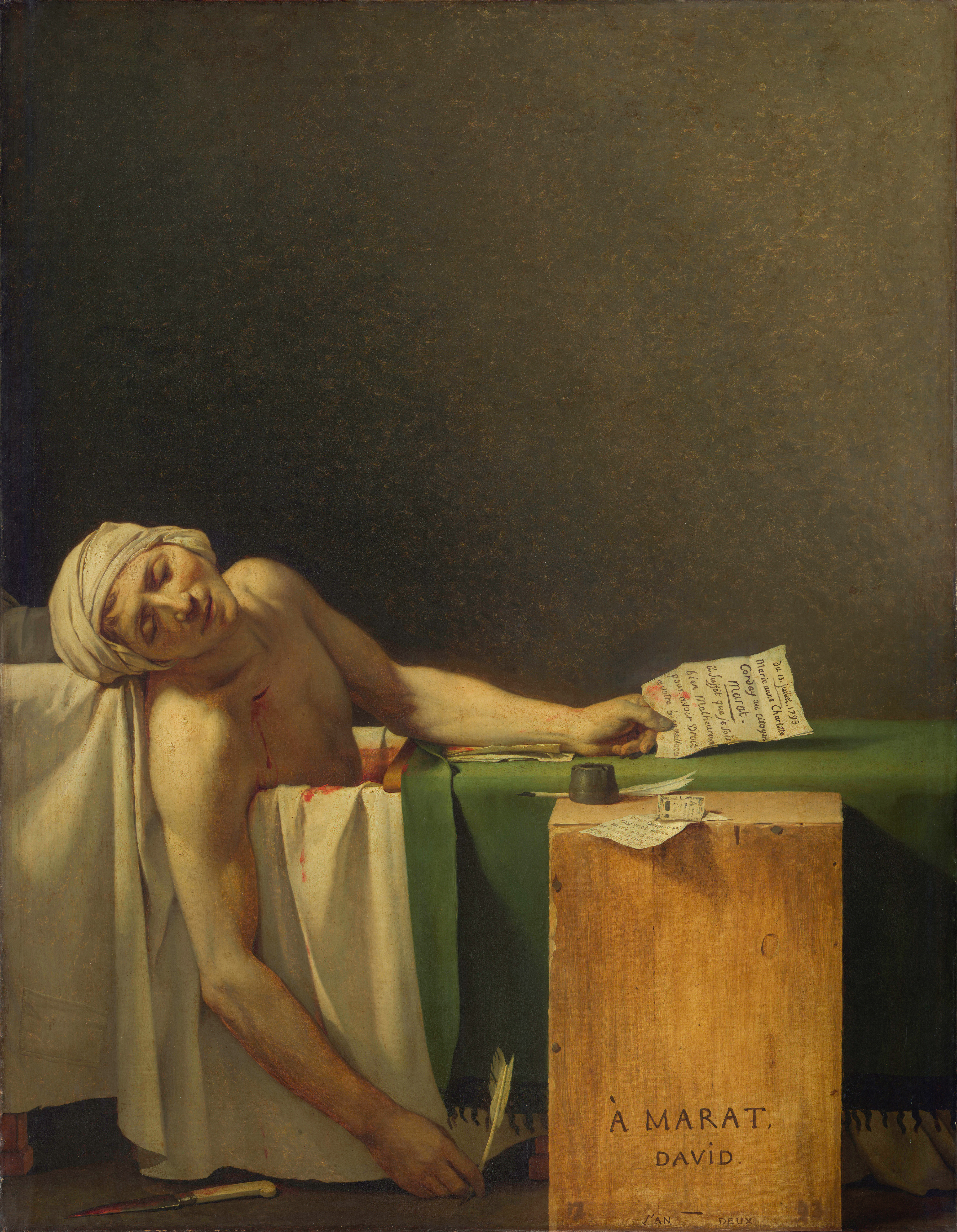
L'œuvre original
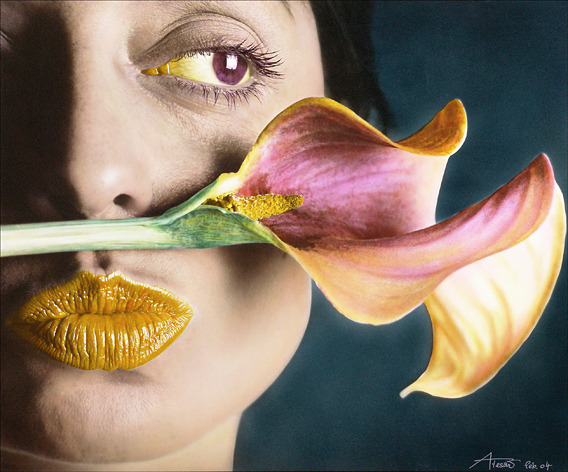
Antonín Tesař : Portrét s květinou, 2004.
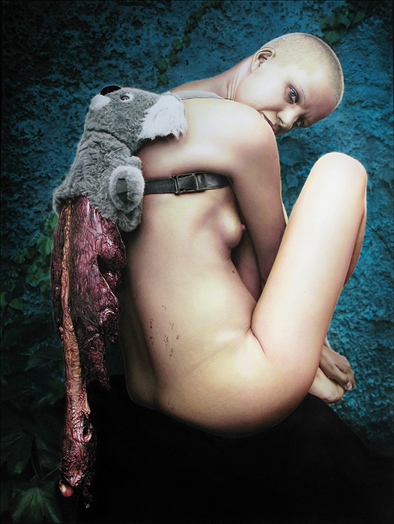
Antonín Tesař : Koala, 2011.
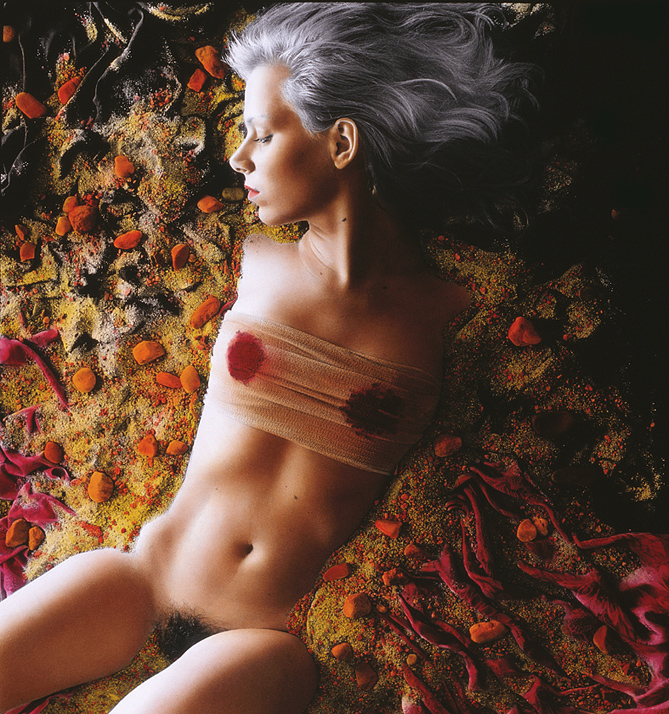
Antonín Tesař : Amazonka, 1993.

## Référence